# Магнезијумска батерија
Магнезијумске батерије су батерије које користе катјоне магнезијума као носиоце напона и можда у аноди у електрохемијским ћелијама. Истражене су хемије примарне ћелије које се не могу пунити и секундарне ћелије које се могу пунити. Магнезијумске примарне ћелијске батерије су комерцијализоване и нашле су примену као резервне батерије и батерије опште употребе.
Магнезијумске секундарне ћелијске батерије су активна тема истраживања као могућа замена или побољшање у односу на литијум-јонске батерије у одређеним применама. Значајна предност магнезијумских ћелија је њихова употреба чврсте магнезијумске аноде, која нуди густину енергије већу од литијумских батерија. Истражене су аноде инсерционог типа („јон магнезијума“).

## Примарне ћелије
Примарне ћелије магнезијума развијају се од почетка 20. века. У аноди, они користе предност ниске стабилности и високе енергије метала магнезијума, чија је веза слабија за више од 250 кЈ/мол у поређењу са гвожђем и већином других прелазних метала, који се снажно везују преко својих делимично попуњених д-орбитала. Проучавано је више хемија за резервне типове батерија, са катодним материјалима укључујући сребрни хлорид, бакар(I)хлорид, паладијум(II) хлорид, бакар(I) јодид, бакар(I) тиоцијанат, манган диоксид и ваздух (кисеоник). На пример, сребро-хлорид/магнезијум резервна батерија активирана водом постала је комерцијално доступна до 1943. године.
Магнезијумска сува батерија типа БА-4386 је у потпуности комерцијализована, са трошковима по јединици који се приближавају ценама цинк батерија. У поређењу са еквивалентним ћелијама цинк-угљеник батерија, оне су имале већи капацитет по запремини и дужи рок трајања. БА-4386 је нашироко користила америчка војска од 1968. до отприлике 1984. године, када је замењен литијум тионил хлоридном батеријом.
Магнезијум-ваздушна батерија има теоретски радни напон од 3,1 V и густину енергије од 6.8 kWh/kg. Џенерал Електрик је још 1960-их произвео батерију магнезијум-ваздух која је радила у неутралном раствору НаЦл. Магнезијум-ваздушна батерија је примарна ћелија, али има потенцијал да се „пуни гориво“ заменом аноде и електролита. Неке примарне магнезијумске батерије налазе се у употреби као резервни системи на копну, као и као подморски извори енергије, користећи морску воду као електролит.Торпедо Марк 44 користи магнезијумску батерију која се активира водом.

## Секундарне ћелије
Секундарне магнезијум-јонске батерије укључују реверзибилни ток Мг2+ јона. Они су кандидати за побољшање технологије литијум-јонских батерија у одређеним апликацијама. Магнезијум има теоријску густину енергије по јединици масе испод половине мање од литијума (18,8 МЈ/кг (~2205 мАх/г) наспрам 42,3 МЈ/кг), али запреминску густину енергије за око 50% већу (32,731 ГЈ/м3 (3833 мАх/мЛ) наспрам 22,569 ГЈ/м3 (2046 мАх/мЛ). омогућава да се метални магнезијум користи без интеркалационог једињења на аноди, чиме се теоретска максимална релативна запреминска густина енергије подиже на око 5 пута већу од графитне електроде. Може имати предност у трошковима због релативног обиља магнезијума и лакоће ископавања.
Примене су препознате до 1990-их на основу катодних материјала В2О5, ТиС2 или Ти2С4 и магнезијумских анода. Међутим, нестабилности у стању пражњења и несигурности у вези са улогом воде у електролиту ограничавају напредак. Израелски истраживачи су 2000. године пријавили наношење Мг без дендрита у АлЦл3-етар електролитима са прилично високим (>2 В у односу на Мг/Мг2+) границом стабилности анодног напона. У том раду, међутим, за интеркалацију Мг2+ коришћен је нисконапонски (и донекле скуп) анодни материјал (Мо6С8 типа чеврел). Упркос истраживањима која су уследила након тог открића, сви покушаји да се развије високонапонска Мг2+ интеркална анода за хлороалуминат (и сродне) електролите су пропали. Електрохемијска интеркалација Мг2+ у многе чврсте материјале је добро позната, на пример из водених електролита. Проблем је пронаћи анодне материјале који показују интеркалацију из истих решења, који показују реверзибилно Мг метално превлачење.
За разлику од Мг-металних батерија, Мг-јонске батерије не користе Мг-металну аноду, већ чврст материјал способан да интеркалира Мг2+ јоне. Такве батерије обично користе водени или други поларни електролит. Комерцијално одржива/конкурентна тржишна ниша за Мг-јонске батерије није идентификована.